# Автомобильный номер

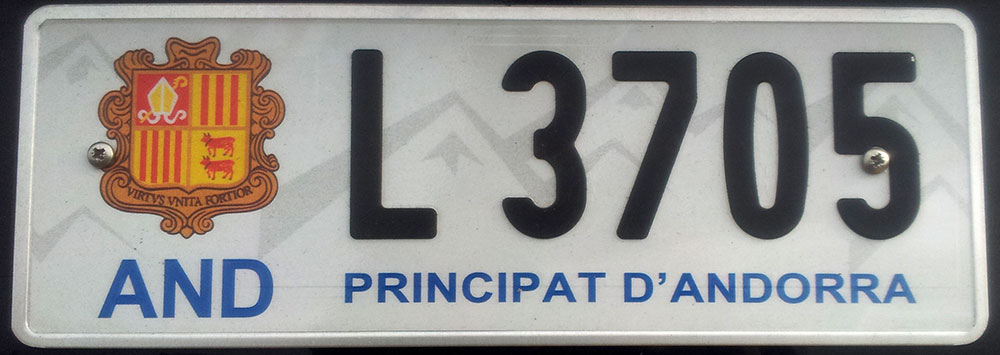
Автомобильный номер Андорры

Автомоби́льный но́мер (регистрационный знак, номерной знак) — индивидуальный регистрационный знак транспортного средства (автомобиля и других сухопутных ТС). Обычно представляет собой металлическую пластину с нанесённым на неё регистрационным номером и буквенным кодом страны (или территории), где данный номер был выдан.

## История

Шрифт, затрудняющий фальсификацию

Автомобильные номера обычно изображается на бортах автомобиля, на световозвращающем листе металла или пластмассы (номерной знак) на передней и задней сторонах машины, или на бумажной основе и размещается под передним (ветровым) или задним стеклом транспортного средства. Часто автомобильный номер указывает на административную единицу государства, в которой зарегистрировано транспортное средство. Во многих государствах номера выдаёт центральное регистрационное учреждение, а в Канаде, Австралии, Германии, Пакистане и в США номера раздаёт учреждение местной власти. В настоящее время в мире существует три основных типоразмера номерных знаков:
- 520 × 110 мм (20,5 × 4,3 дюйма) или 520 × 120 мм (20,5 × 4,7 дюйма) — европейский стандарт, принятый в большинстве европейских стран, России[1] и стран постсоветского пространства, а также в Северной и Южной Корее (начиная с 2006 года)[2].
- 12 × 6 дюймов (304,8 × 152,4 мм) или 12 × 6,3 дюйма (304,8 × 160 мм) — американский стандарт, принятый в США, странах Центральной и Южной Америки, включая Мексику, Колумбию, Перу, Эквадор.
- 372 × 135 мм (14,6 × 5,3 дюйма) — Австралия и страны Океании.

Порядка 25 стран мира продолжают иметь собственный национальный стандарт номерных знаков, но постепенно приходят к общемировым стандартам. Автомобильные номера являются предметами коллекционирования.
В США, где каждый штат выдаёт свои номерные знаки, штат Нью-Йорк ввёл номерные знаки в 1901 году. Сначала нормированных номерных знаков не было, и каждый владелец машины был обязан изготовить их сам.
В Германии был введён в употребление шрифт, получивший название затрудняющего фальсификацию. Он сконструирован таким образом, что букву O нельзя преобразовать в Q, и наоборот; нет возможности добавить штрих к P, чтобы буква выглядела как R.
|  | В Европейском союзе и некоторых других странах коды государств и территорий находятся на знаке слева или справа в специально отведённых под них полосках. В странах ЕС (представлены Австрией, код A) на полоске изображен флаг Евросоюза и код страны под ним. В других странах Европы могут быть полоски с национальными флагами или только кодом страны (Норвегия, N, и Турция, TR). Цвет полосок также может различаться (например, белая полоска в цвет остального знака в Беларуси, BY). Все эти варианты расположения кода соответствуют Венской конвенции о дорожном движении. |

## Регистрационные знаки с желаемой комбинацией цифр и букв

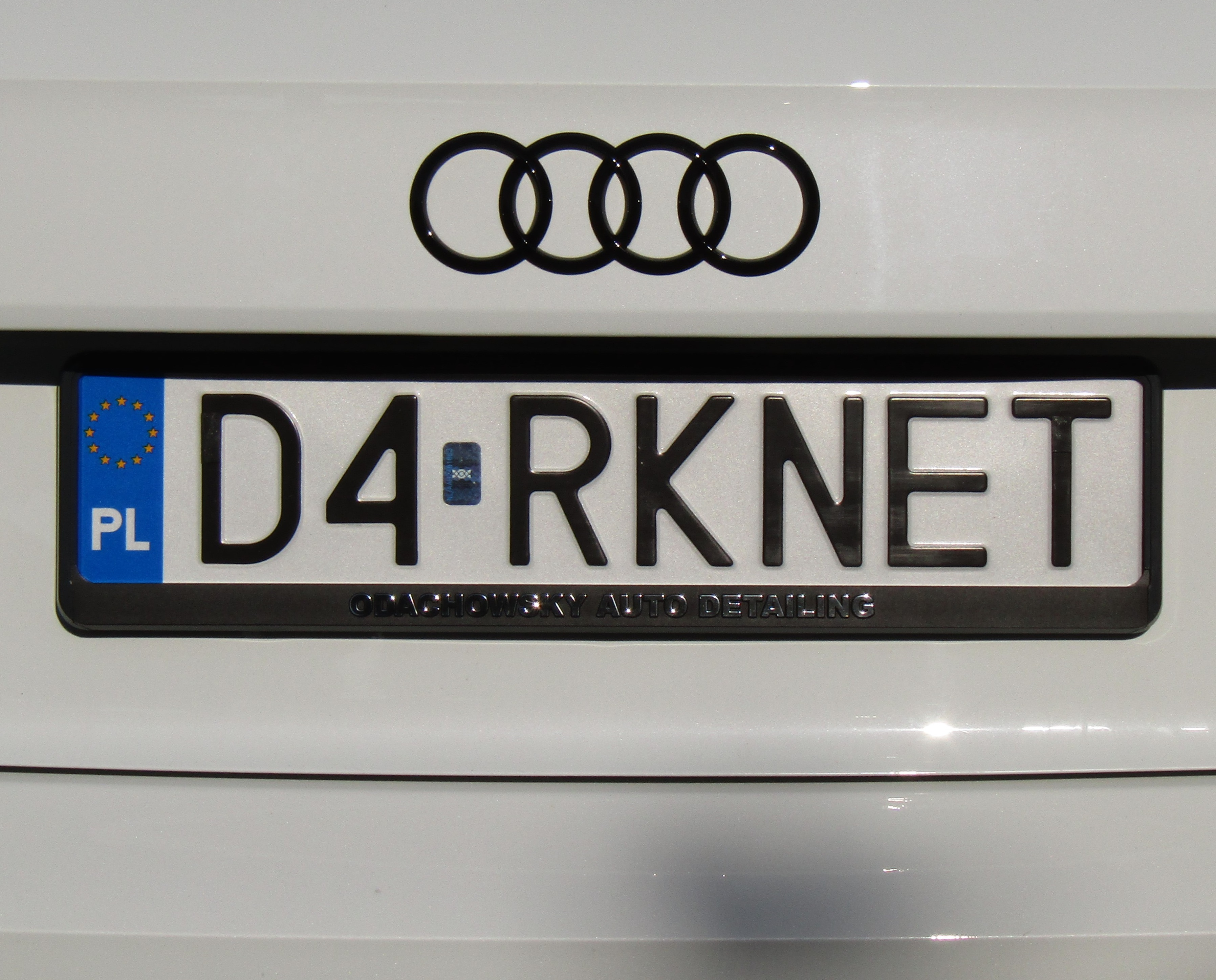
Так называемый «блатной номер», в котором записано слово «даркнет»

Регистрационный знак с желаемой комбинацией цифр и букв — официальное название особого автомобильного номера, который может неофициально называться как крутой, престижный, красивый, элитный, блатной, козырной/козырный, статусный и др.
В июле 2006 года в Йоркшире за номер «М1» было заплачено 331,5 тыс. фунтов стерлингов. В ОАЭ в 2007 году Талал Хури (Talal Khouri) купил номер с числом 5 за 25,2 млн дирхам, а в 2008 году — номер с числом 13 за 1 млн дирхам. Там же в 2008 году Саид Абдул Гаффар Хури (Saeed Abdul Ghaffar Khouri) приобрёл номер с числом 1 за 52 млн 200 тысяч дирхам. В 2009 году в Великобритании ливанец Набиль Бишара (Nabil Bishara) купил жене номер «1 D» за 513 тыс. долларов.
В 2017 году была зафиксирована максимальная сумма, когда-либо уплаченная в Швейцарии за номерной знак «VS-1», она составила 160 100 швейцарских франков (159 000 евро). Такую цену заплатил автолюбитель из швейцарского кантона Вале. Власти швейцарских кантонов уже давно рассматривают проведение аукционов по продаже специфических автомобильных номеров как важный источник поступлений в казну, поскольку автолюбители готовы платить за такие номера любые деньги.

## Rfid-чипы в автомобильных номерах
В будущем планируют устанавливать Rfid-чипы в автомобильные номера для идентификации автомобиля в тумане, или при грязном номере.

## Галерея номерных знаков

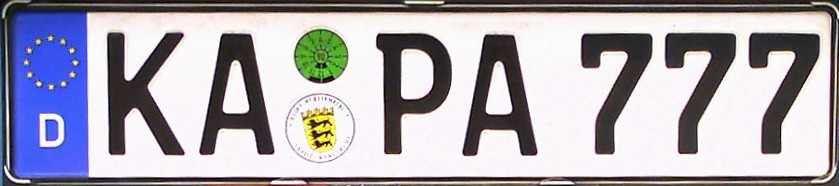
Германия
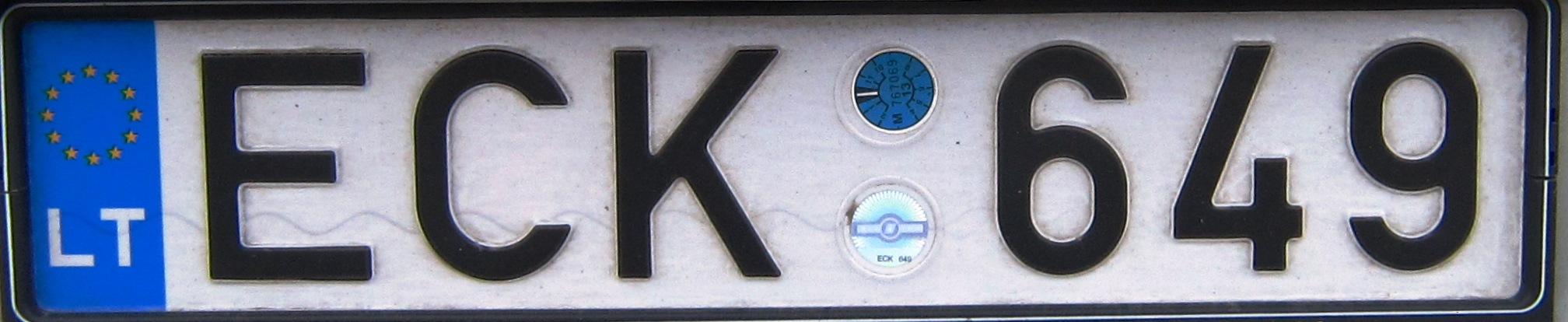
Литва
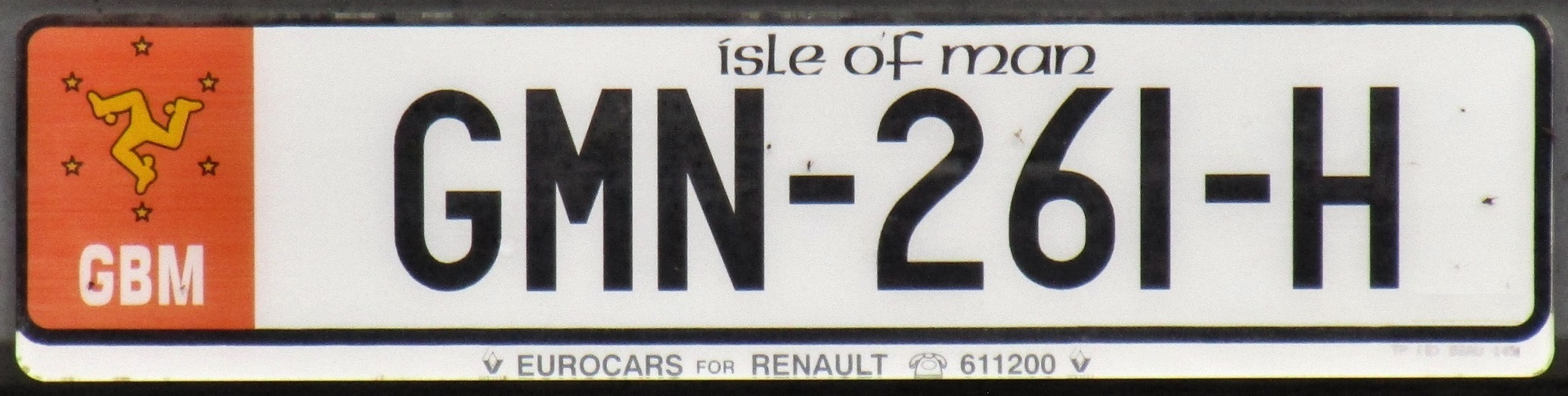
Остров Мэн
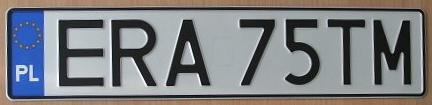
Польша
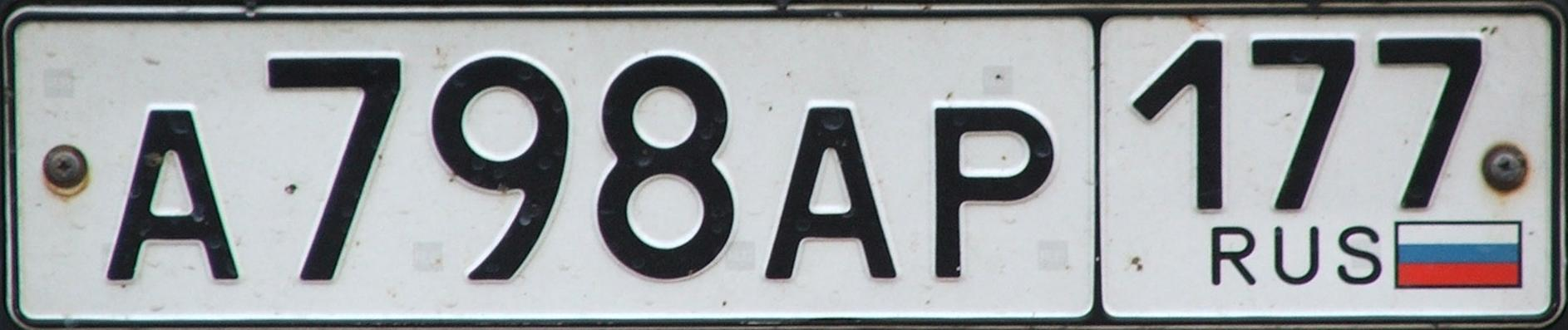
Россия
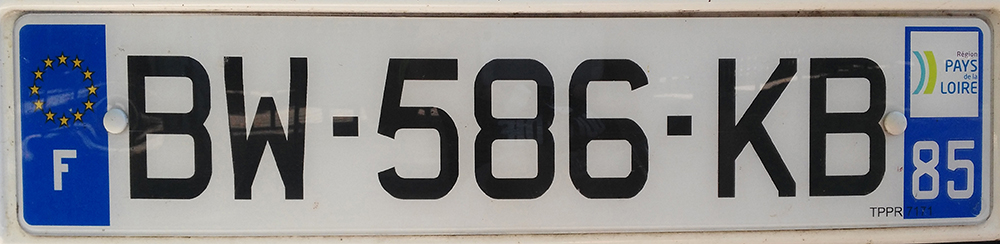
Франция
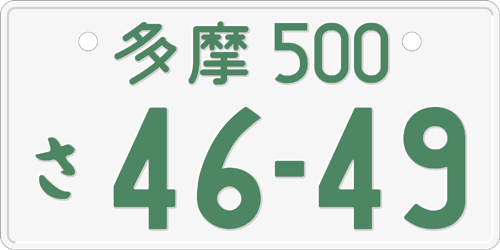
Япония
Мальдивы
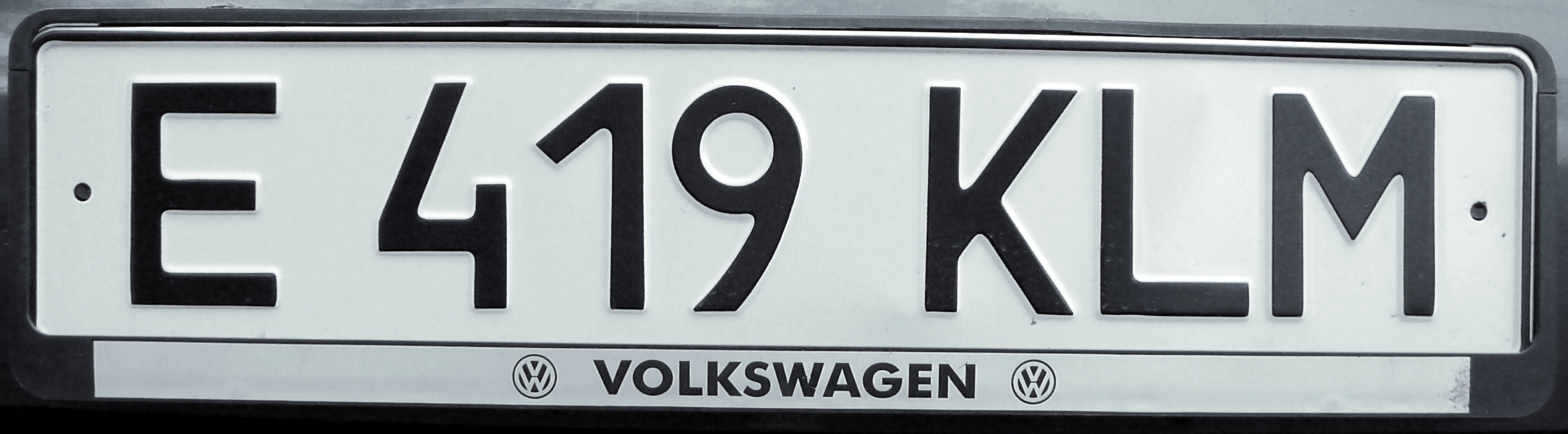
Казахстан (формат до 2012 года)